# Cycnoches lehmannii
Cycnoches lehmannii är en orkidéart som beskrevs av Heinrich Gustav Reichenbach. Cycnoches lehmannii ingår i släktet Cycnoches, och familjen orkidéer. Inga underarter finns listade i Catalogue of Life.